# Telegraf
Telegraf je električna naprava, ki z električnimi signali prenaša ali pa sprejema sporočila. Namesto električnih signalov so lahko tudi valovi po žicah ali pa gre za prenos z radijskimi valovi. Sporočila, ki jih telegrafist oddaja ali sprejema, so bila včasih napisana s posebnimi znamenji telegrafske pisave, imenovane Morsejeva abeceda.
Na oddajni strani prvih telegrafov je bila tipka, s katero je telegrafist oddajal sporočilo v Morsejevi kodi. Sprejemnik je bil sestavljen iz pisala in papirnatega traku, na katerega se je zapisalo sporočilo (v Morsejevi abecedi, kot zaporedje dolgih in kratkih znakov). Sprva je bilo mišljeno, da bi telegrafisti po prejemu sporočila le-tega dekodirali s papirja. Vendar se je kmalu izkazalo, da lahko izurjeni telegrafisti sporočilo sprejemajo sproti s poslušanjem zvoka pisala hitreje, kot če bi brali zapis na papirnatem traku. Zato so v kasnejše telegrafe dodali brenčač, papir pa je služil le še preverjanju pravilnosti sporočila.
Ker je bilo Morsejevo kodo zaradi različnih dolžin posameznih znakov težko vključiti v avtomatske naprave, jo je kasneje nadomestila Baudotova koda, ki je bila predhodnica današnje ASCII kode.